# Брольи, Виктор-Морис де
Виктор-Морис де Брольи (фр. Victor-Maurice de Broglie; 12 марта 1647, Турин — 4 августа 1727, Бюи), маркиз де Сенонш и де Брезоль — французский военачальник, маршал Франции.

## Биография
Сын генерал-лейтенанта Франсуа-Мари де Брольи, графа де Ревеля, и Олимпы-Катрин де Вассаль.
Унаследовал французские владения отца.
Еще не достигнув трех лет, он получил патент на командование Английским пехотным полком (8.07.1650), вакантное после измены Рокеби. Фактически полком командовали его отец, а затем дядя Шарль.
После смерти отца 14 июля 1656 получил губернаторство в Ла-Басе. 15-го Шарль де Брольи получил приказ руководить в Ла-Басе от имени племянника. После того, как этот город был срыт во исполнение условий Пиренейского мира, распоряжением, данным 22 марта 1660 в Авиньоне, Шарлю было передано губернаторство в Авене, а Виктор-Морис определен его преемником.
17 августа 1660 получил роту в Иностранном кавалерийском полку, в котором Шарль был кампмейстером. Она была расформирована вместе с полком 18 апреля 1661.
Достигнув положенного возраста, патентом от 28 июня 1666 получил должность знаменосца роты гвардейских жандармов. Сопровождал в этом качестве короля во Фландрской кампании 1667 года, при осаде и взятии Турне (24.06) и его цитадели (25.06), Дуэ и форта Скарп (16.07), и Лилля (17.08).
В следующем году участвовал в кампании во Франш-Конте: в осаде Доля, сдавшегося королю 14 февраля, и Гре, взятого 19-го.
24 апреля 1670 Виктору-Морису был пожалован от казны пенсион в 6 тыс. ливров, и в тот же день маркиз купил роту бургундских шеволежеров, вакантную после отставки шевалье де Фуриля, с которой участвовал в осаде Эпиналя, взятого 25 сентября, Шате, сдавшегося 6 октября после шестидневного штурма, и завоевании Лотарингии.
В феврале 1671 отставлен от должности знаменосца. В кампанию 1672 года участвовал во взятии Орсуа (3.06), Райнберга (6.06), переправе через Рейн (12.06), подчинении Утрехта (20.06) и Дуйсбурга (21.06).
Участвовал во взятии Маастрихта 29 июня 1673. Патентом от 1 марта 1674 сформировал кавалерийский полк своего имени (позднее Королевский Нормандский), сражался в битве при Сенефе, где несколько раз атаковал противника во главе жандармерии, и руководил арьергардом после сражения, собрав трупы и раненых, для чего пришлось разбить несколько кавалерийских отрядов противника. За эти действия заслужил похвалу принца Конде, а Людовик XIV в знак признания его заслуг жалованной грамотой, данной в Версале 25 августа, объединил роту бургундских шеволежеров с ротой жандармов под названием бургундских жандармов, а Брольи был назначен их капитан-лейтенантом.
В составе армии маршала Тюренна в битве при Мюльхаузене 29 декабря атаковал во главе своей роты роту лотарингских шеволежеров, опрокинул противника, но был тяжело ранен в шею выстрелом из пистолета.
12 марта 1675 произведен в бригадиры. В кампанию того года служил в Нидерландах под командованием короля и принца Конде, участвовал в осаде Лимбурга, сдавшегося 21 июня.
В марте 1676 отставлен от командования своим кавалерийским полком. Участвовал в осаде Конде, сдавшегося 26 апреля, и Бушена, павшего 11 мая. При осаде Эра отразил вылазку противника, при этом под ним была убита лошадь. Город пал 31 июля.
Получив приказ помочь Маастрихту, двинулся к городу в составе войск маршала Шомберга. Командуя крупным отрядом, он атаковал и обратил в бегство вражеский арьергард, и принцу Оранскому пришлось 27 августа снять осаду.
25 августа произведен в лагерные маршалы. Остаток кампании провел в Германской армии маршала Креки. Внес вклад в победу над принцем Саксен-Эйзенахским 24 сентября, и разгроме двух полков армии герцога Лотарингского, когда противник потерял шесть сотен убитыми (7.11).
Отряженный вместе с генерал-лейтенантом маркизом де Раном для прикрытия марша Креки к Рейнфельду, занял выходы из гор. Герцог Лотарингский навязал французам сражение, маркиз де Ран был убит, а Брольи отступил на глазах у противника по приказу командующего, успешно отбив частые атаки, после чего отправился на осаду Фрайбурга, который сдался 14 ноября.
В следующем году служил в той же армии и с тем же командующим. 6 июля разбил графа фон Штаремберга, окопавшегося у Рейнфельдского моста, участвовал во взятии Зекингена, который был взят 7-го посое бомбардировки предмостного укрепления города Рейнфельда.
23-го переправился через Кинц на виду у неприятеля, который потерял 800 человек при отступлении к Оффенбургу. 27-го был при взятии штурмом форта Кель, а 15 октября при взятии замка Лихтенберг.
В 1684 году участвовал во взятии Люксембурга, сдавшегося 4 июня.
С началом войны Аугсбургской лиги 24 августа 1688 произведен в генерал-лейтенанты. 29 сентября назначен командовать во Фландрии, но уже 20 декабря переведен командующим в Лангедок, где начались протестантские волнения, поддержанные враждебными Франции державами.
Для борьбы с партизанами требовался военный лидер, способный сочетать умеренность с твердостью, и достаточно предприимчивый, чтобы поддерживать порядок в крае исключительно силами ополчения, так как Людовик, ведший постоянные и все более тяжелые войны, не мог отправить на усмирение Лангедока достаточных карательных сил.
Брольи разбил повстанцев в нескольких столкновениях, но военные действия затянулись из-за нехватки ресурсов.
По словам герцога Сен-Симона, фактическая власть в Лангедоке принадлежала шурину Брольи интенданту Никола де Бавилю, просвещенному, властному и жестокому руководителю, которого называли диктатором Лангедока, и перед которым его зять, «лишенный каких бы то ни было способностей, трепетал, как мальчишка».
Сен-Симон полагает, что начавшаяся в 1702 году партизанская война была результатом репрессий, которым Бавиль и Брольи подвергли протестантов. Командующий не пользовался влиянием в крае.

…к Брольо, желавшему выглядеть военачальником, относились, как к интенданту, да так он себя и вел: у него не было ни войска, ни артиллерии, ни провианта, ни каких бы то ни было припасов— Сен-Симон Л де. Мемуары (1701—1707). Т. I, с. 356
В конце концов Брольи, «способный лишь изображать из себя командующего под сенью Бавиля, был отозван», и в начале 1703 года ему на смену был назначен маршал Монревель, немедленно затребовавший у Парижа необходимые силы и средства.
Брольи еще некоторое время оставался в Лангедоке, и «имел наглость распространять слухи, будто ему обещали за службу орден Святого Духа».
Во время войны за Испанское наследство король, желая увеличить армию, поручил ряду авторитетных военачальников набрать новые полки. Патентом от 22 марта 1702 Брольи сформировал полк своего имени. 23 июня он был назначен почетным бальи Авена, в апреле 1703 сложил командование полком.
Он был самым старым из генерал-лейтенантов, когда Людовик XV, в рассуждение заслуг перед короной, 2 февраля 1724 в Версале произвел Брольи в маршалы Франции. 28 марта тот принес присягу.
Умер спустя три года в своем замке Бюи.

## Семья
Жена (29.08.1666): Мари де Ламуаньон (2.08.1645—12.01.1733), дочь Гийома де Ламуаньона, маркиза де Бавиль, первого президента Парламента, и Маргерит Потье д' Окьер
Дети:
- Жозеф-Иасент (1667—1693), маркиз де Брольи. Убит при осаде Шарлеруа, отражая вылазку
- Шарль-Гийом (1669—13.11.1751), маркиз де Брольи, генерал-лейтенант. Жена (13.03.1710): Мари-Мадлен Вуазен (ок. 1689—12.01.1722), дочь Даниеля Вуазена, сеньора де Ла-Нуаре, канцлера Франции, и Шарлотты Трюден
- Франсуа-Мари (11.01.1671—22.05.1745), геоцог де Брольи, маршал Франции. Жена (18.02.1716): Тереза-Жилетта Локе де Гранвиль (11.03.1692—4.05.1763), дочь Шарля Локе де Гранвиля, арматора из Сен-Мало
- Ашиль (16.08.1672—13.04.1750), сеньор дю Эллуа, называемый шевалье де Брольи. Губернатор Авена, генерал-лейтенант морских армий, вице-адмирал, кавалер Большого креста ордена Святого Людовика
- Шарль-Морис (1682—21.04.1766). Доктор теологии, аббат-коммендатарий Мон-Сен-Мишеля (1721—1766), Бом-ле-Муана и Ле-Во-де-Серне, называемый аббатом де Брольи, мальтийский рыцарь (24.10.1701)
- Виктор (1689—1719/1720), мальтийский рыцарь (19.07.1693), полковник пехотного прлка Аженуа, отличился в битве при Ауденарде, где потерял руку, и при атаке укреплений Денена
- Катрин (Мари-Мадлен) (1.10.1683—9.01.1699). Муж (1.08.1696): Жан-Морис Рике (1638—1714), сеньор де Бонрепо, рекетмейстер, президент Тулузского парламента